# Sweet Thursday (album)
Pour les articles homonymes, voir Sweet Thursday.
Sweet Thursday est le premier et seul album du groupe Sweet Thursday, sorti en 1969.

## Histoire
Enregistré aux studios Trident de Londres, l'album Sweet Thursday est produit par Hugh Murphy, futur producteur de Gerry Rafferty. Il paraît aux États-Unis en août 1969 sur le label Tetragrammaton Records, avec qui le groupe a signé en novembre 1968. En Europe, l'album est édité en 1970 par Polydor, avec une pochette différente. Entre-temps, Tetragrammaton a fait faillite, portant un coup fatal au potentiel commercial de l'album – la légende veut que le label ait mis la clef sous la porte le jour même de sa sortie. Le groupe Sweet Thursday se sépare peu après.
En 1973, Sweet Thursday est réédité par le label Great Western Gramophone (référence KZ 32039), fondé par le manager Jerry Heller et Clive Davis, ex-président de Columbia Records. L'album suscite suffisamment d'intérêt pour justifier une publicité pleine page dans le magazine Rolling Stone pour annoncer sa réédition. Au cours du second trimestre 1973, plusieurs stations de radio universitaires indiquent avoir ajouté l'album à leur programmation : WHUS-FM et WVOF dans le Connecticut, WVBU-FM en Pennsylvanie et WTUL-FM à la Nouvelle-Orléans,,. Great Western édite également un single, avec Jenny en face A et Dealer en face B.
Comme d'autres albums parus chez Tetragrammaton, Sweet Thursday a fait l'objet de diverses rééditions pirates en vinyle et de parutions CD à la légitimité douteuse,. La première édition au format CD clairement autorisée est celle parue en avril 1998 chez M.I.L. Multimedia, sans titres bonus ni notes de livret. Le vinyle original paru chez Tetragrammaton n'est pas considéré comme une rareté sur le marché des collectionneurs, n'étant estimé qu'à une vingtaine de dollars dans un guide de prix de 2005.

## Caractéristiques musicales

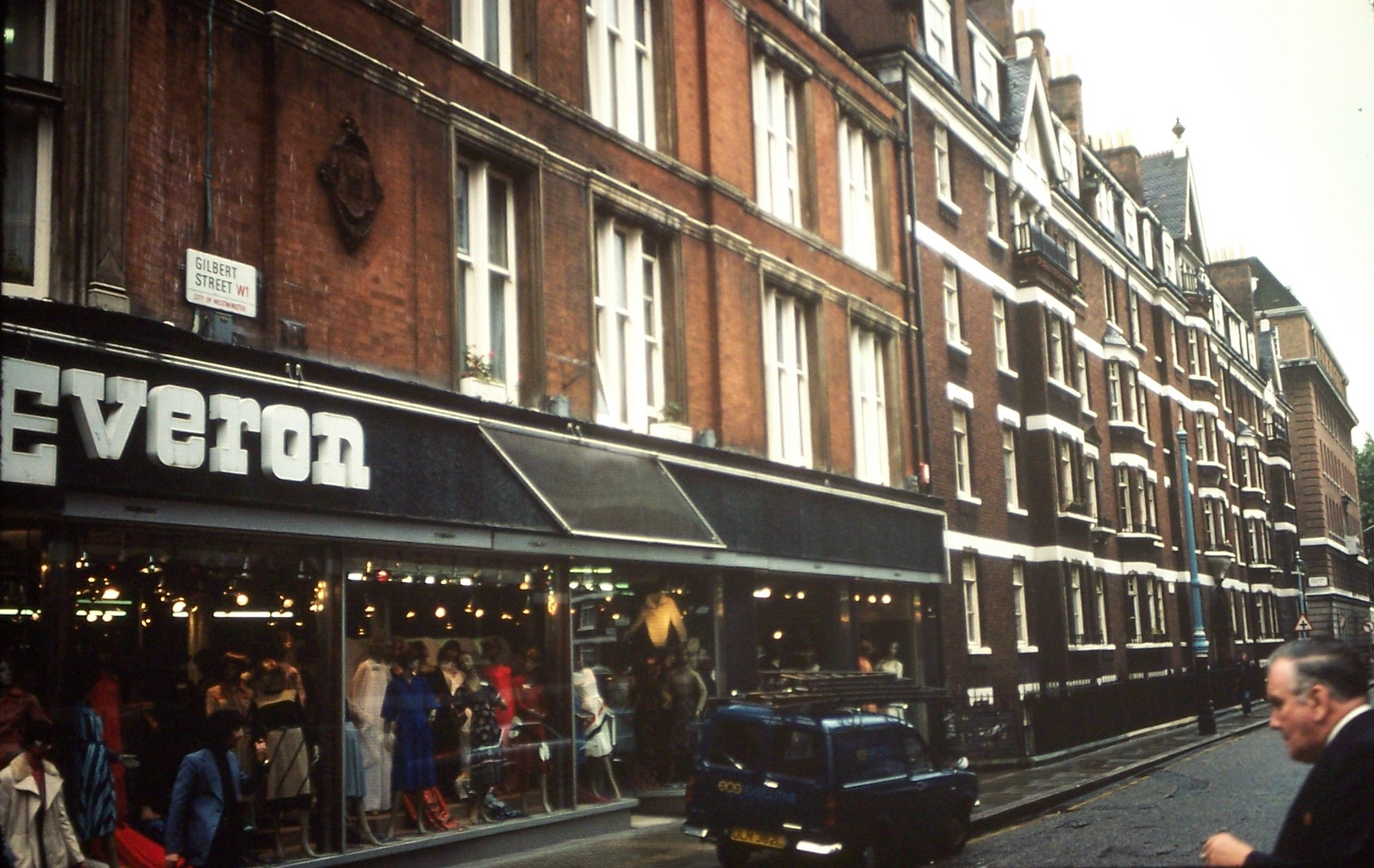
Gilbert Street en 1977

Musicalement, l'album mêle des éléments de R&B, de blues et de psychédélisme. Les arrangements à base de piano et d'orgue et les paroles, des récits quelque peu abstraits, témoignent de l'influence de l'album Blonde on Blonde de Bob Dylan.
La chanson de dix minutes qui conclut l'album, Gilbert Street, est généralement considérée comme son meilleur moment,. Seul titre à n'avoir pas été écrit par un membre du groupe, mais par un ami nommé Pat Gunning, elle tire son nom d'une petite rue du quartier londonien de Mayfair. Gilbert Street rencontre un succès mineur sur les stations de radio américaines dédiées au rock progressif, où elle est diffusée par des disc-jokeys comme Scott Muni sur WNEW-FM,,.

## Titres

### Face 1
1. Dealer (Jon Mark) – 5:43
2. Jenny (Jon Mark) – 3:46
3. Laughed at Him (Jon Mark) – 5:10
4. Cobwebs (Brian Odgers) – 3:23
5. Rescue Me (Jon Mark) – 3:41

### Face 2
1. Molly (Brian Odgers) – 3:04
2. Sweet Francesca (Jon Mark) – 3:57
3. Side of the Road (Alun Davies) – 4:50
4. Gilbert Street (Pat Gunning) – 10:22

## Musiciens
- Alun Davies : chant, guitare acoustique, guitare électrique
- Jon Mark : chant, guitare acoustique, guitare électrique
- Nicky Hopkins : piano, orgue, claviers
- Brian Odgers : basse, flûte, bois
- Harvey Burns : batterie, percussions